# آماندا اسپرات
آماندا اسپرات (انگلیسی: Amanda Spratt؛ زادهٔ ۱۷ سپتامبر ۱۹۸۷) دوچرخه‌سوار اهل استرالیا است.
وی در مسابقات کشوری و بین‌المللی در مجموع برندهٔ ۱ مدال نقره، ۲ مدال برنز شده‌است.